# دانشگاه ارومیه
دانشگاه ارومیه از دانشگاه‌های دولتی مادر که با داشتن یازده دانشکده، یک مرکز آموزش عالی، شش پژوهشکده، پردیس دانشگاهی، مرکز آموزش زبان، مرکز نیمه‌حضوری، مرکز رشد، موزهٔ تاریخ طبیعی و چندین مرکز مطالعاتی، تحقیقاتی و خدماتی انحصاری از جمله «آزمایشگاه میکروالکترونیک، آنتن و مایکروویو، نانوتکنولوژی، MEMS و آرتمیا» بوده که با دارا بودن ۵۰۵ هکتار مساحت یکی از دانشگاه‌های جامع و مادر وزارت علوم، تحقیقات و فناوری ایران است که در شهر ارومیه، در استان آذربایجان غربی، واقع گردیده است.

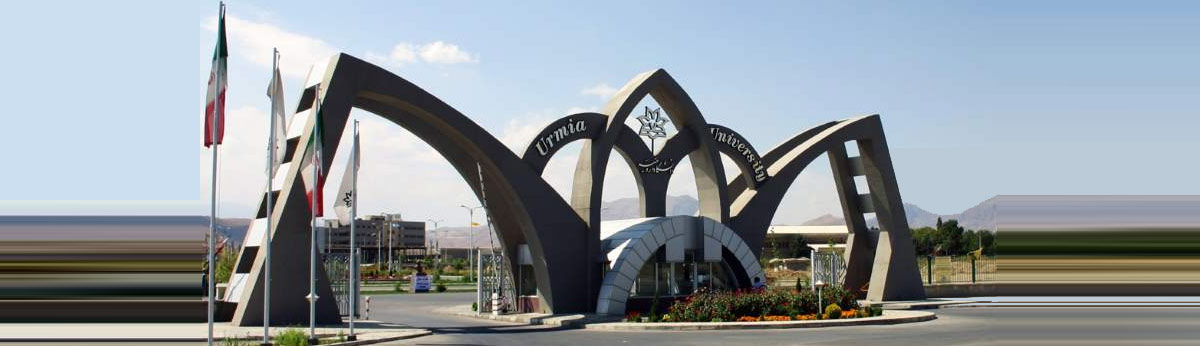
سردر ورودی دانشگاه سراسری ارومیه

## تاریخچه

### کالج پزشکی وست‌مینستر

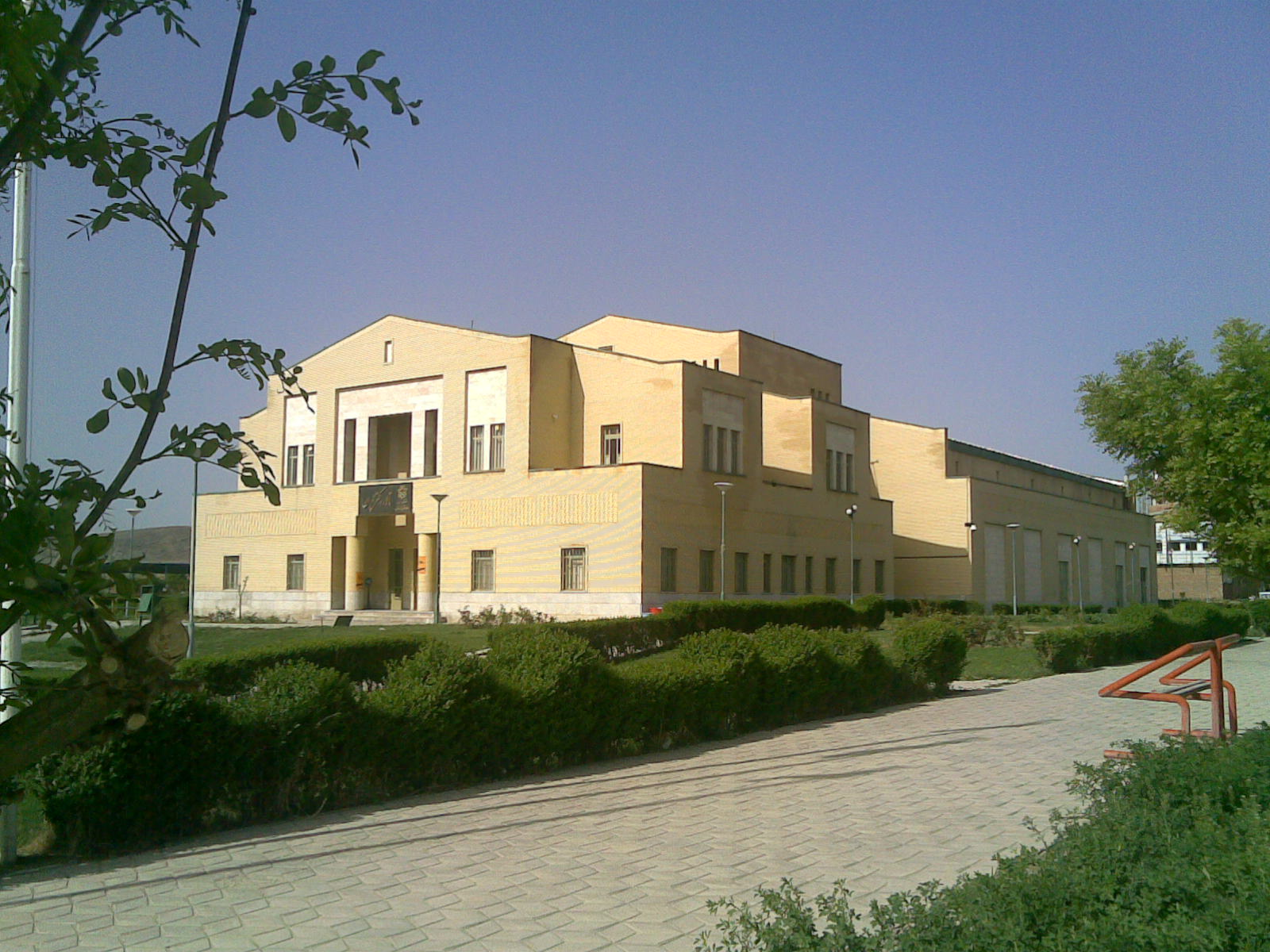
تالار همایش دکتر چمران

بنای ابتدایی دانشگاه ارومیه توسط جوزف کاکرن (پزشک آمریکایی، زادهٔ ارومیه) در اواخر قرن نوزدهم در محل فعلی پردیس شهر دانشگاه ارومیه بنیان نهاده شد. مؤسسه کاکرن، با نام «وست‌مینستر»، یک کالج پزشکی بود که به آموزش علوم پزشکی به دانشجویان ایرانی می‌پرداخت. مدارک این دانشجویان، به‌صورت مشترک، توسط مظفرالدین شاه قاجار و جوزف کاکرن امضاء و تأیید می‌شدند. فعالیت‌های این مؤسسه، تا زمان مرگ ناگهانی دکتر کاکرن در سال ۱۹۰۵ میلادی، ادامه داشت؛ بعدها، پردیس شهر دانشگاه ارومیه، در محل کالج پزشکی جوزف کاکرن تأسیس شد.

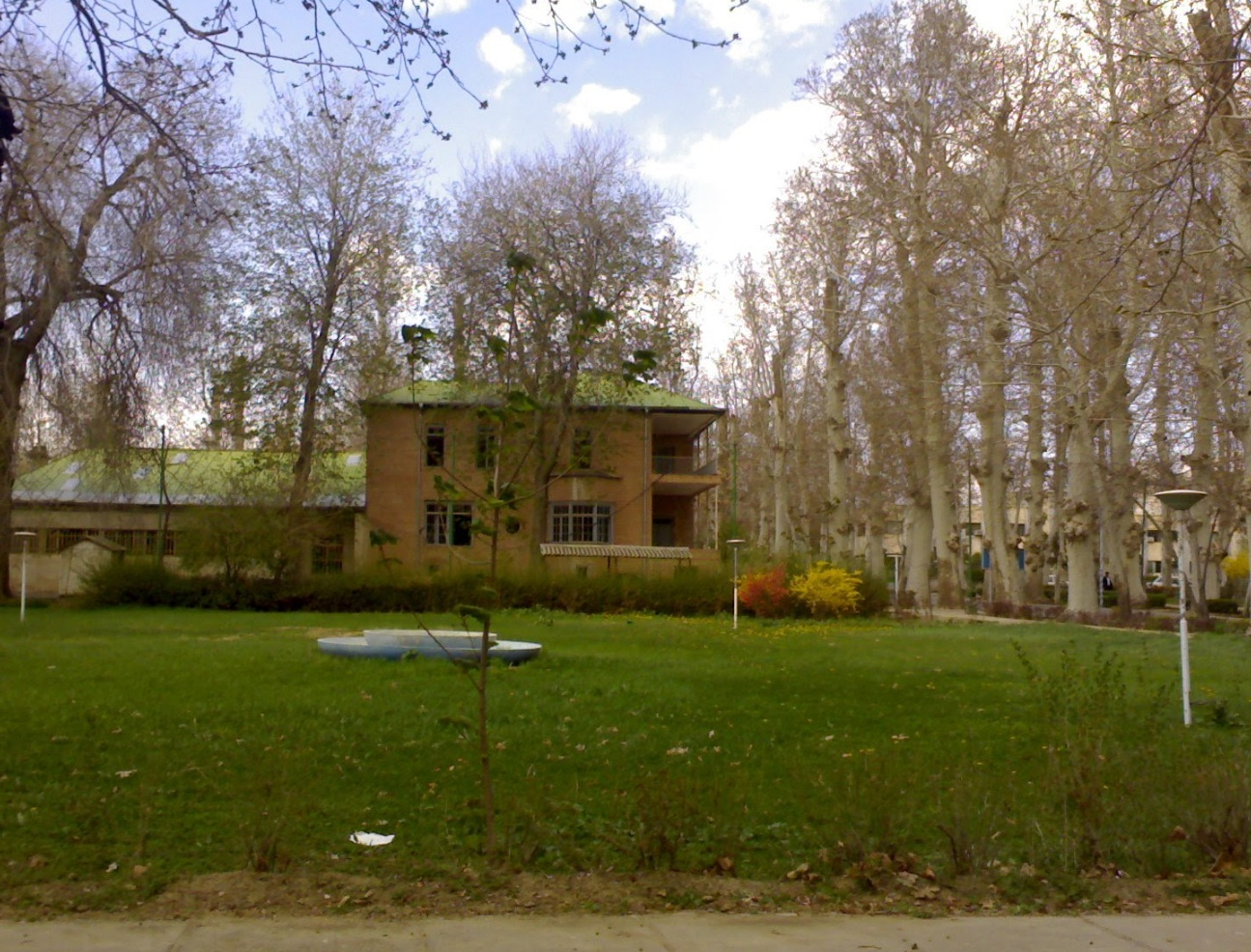
ساختمان چوبی دانشگاه ارومیه

### دانشکده کشاورزی و دامپروری رضائیه
به عنوان یک مرکز آموزش عالی در استان آذربایجان‌غربی ابتدا در قالب آموزشکده در یک باغ ۱۵ هکتاری در مسیر جاده بند به ریاست مهندس شیبانی در سال ۱۳۴۴ تأسیس گردید. در آن زمان تعداد اعضای هیئت علمی بسیار معدود بوده و در هر دوره تعداد ۲۰ آلی ۳۰ نفر دانشجو برای آموزش در علوم کشاورزی پذیرفته و با درجه کاردانی فارغ‌التحصیل می‌شدند. دانشجویانی که مایل بودند می‌توانستند تا درجه کارشناسی در دانشکده کشاورزی کرج وابسته به دانشگاه تهران به تحصیلات خود ادامه دهند.
در سال ۱۳۴۸ هجری خورشیدی، موافقت‌نامه‌ای بین بنیاد خاور نزدیک و وزارت فرهنگ شاهنشاهی وقت ایران، جهت افزایش دورهٔ دانشکده از ۲ سال به برنامهٔ ۴ ساله به امضا رسید و جعفر راثی، ریاست دانشکده را عهده‌دار شد. نمایندگان بنیاد خاور نزدیک، تهیهٔ کتب آموزشی به زبان انگلیسی و تجهیزات آزمایشگاهی برای دورهٔ چهارسالهٔ دانشکدهٔ کشاورزی و دامپروری را به‌عهده گرفت.
گرایش‌های آموزشی شامل رشته‌های «کشاورزی، دامپروری و اقتصاد» بود که با پایه‌گذاری پنج گروه آموزشی شامل علوم پایه، علوم گیاهی، علوم دامی، مهندسی کشاورزی و آموزش روستایی حمایت می‌شد. کتابخانهٔ مرکزی دانشکده، به‌سرعت با کتاب‌های منتخب تجهیز و تعداد دانشجویان جدیدالورود، به ۱۵۰ نفر در سال رسید. در آغاز همکاری بنیاد خاورنزدیک با دانشکدهٔ کشاورزی و دامپروری، مزرعهٔ وسیعی در نازلو واقع در حومهٔ شهر ارومیه خریداری شد. پردیس نازلو در ۱۱ کیلومتری مسیر جاده مرز سرو با ترکیه و با فاصله ۱۹ کیلومتری از پردیس شهر قرار دارد.
در ابتدا، ساختمان‌های دامپروری، جهت نگهداری گاو و گوسفند، خوک، اسب و ماکیان به‌منظور آموزش عملی دانشجویان و با سرپرستی متخصصین بنیاد خاورنزدیک احداث شد.

### دانشگاه ارومیه
پس از تأسیس دانشگاه ارومیه (قبل از انقلاب، دانشگاه رضائیه نام داشت) و فعالیت چندین‌ساله دانشکدهٔ کشاورزی و دامپروری رضائیه، برای توسعهٔ کیفی و کمّی آموزش هالی در این منطقه، دانشکده‌های دامپزشکی و علوم، به‌ترتیب، در سال‌های ۱۳۵۶ و ۱۳۵۸ شمسی افتتاح شدند که با آغاز به‌کار دانشکده‌های جدید دانشگاه رضائیه تأسیس گردید. پس از آن، فعالیت گسترده‌ای برای توسعهٔ پردیس نازلو به‌عمل آمد و به‌تدریج، هر سه دانشکده، به پردیس دانشگاه در نازلو انتقال یافتند.
پس از انقلاب ۱۳۵۷ و تغییر نام مجدد شهر رضائیه به ارومیه، در سال ۱۳۵۷، نام «دانشگاه رضائیه» به «دانشگاه ارومیه» تغییر یافت. دو سال بعد، در سال ۱۳۵۹، دانشکدهٔ پزشکی نیز در دانشگاه ارومیه تأسیس گردید و تا سال ۱۳۶۴، به فعالیت خود تحت‌عنوان «دانشگاه ارومیه» ادامه داد. در سال ۱۳۶۴ هجری خورشیدی، به‌دنبال تصویب طرح «تقکیک دانشکده‌های پزشکی از وزارت علوم»، دانشکدهٔ پزشکی دانشگاه ارومیه مستقل از دانشگاه ارومیه تحت‌نام دانشگاه علوم پزشکی ارومیه به فعالیت خود ادامه داد.
دانشگاه ارومیه، چند سال بعد، با افتتاح دانشکدهٔ ادبیات و علوم انسانی در سال ۱۳۶۷ و دانشکدهٔ فنی در سال ۱۳۶۸، توسعهٔ بیشتری یافت و در حال‌حاضر، با داشتن ۹ دانشکده، یک پردیس خودگردان، مرکز آموزش عالی شهید باکری در شهر میاندوآب و دانشکدهٔ فنّی در شهر خوی، پنج پژوهشکده، دو مرکز تحقیقاتی، پارک علم و فناوری و مرکز آی‌سی‌تی، کتابخانه مرکزی، یک موزه و یک مرکز تحقیقات سازه در حال تأسیس، به فعالیت آموزشی و تحقیقاتی خود ادامه می‌دهد. در تابستان ۱۳۹۲ شمسی، هیئت‌امنای دانشگاه با کسب مجوز از وزارت علوم با تأسیس سه دانشکدهٔ دیگر، اعم از «دانشکدهٔ مهندسی برق و کامپیوتر»، «دانشکدهٔ پتروشیمی» و «دانشکدهٔ شیمی» موافقت به‌عمل آورد.

## دانشکده‌ها، پژوهشکده‌ها و واحدهای وابسته
دانشگاه ارومیه، در حال حاضر، دارای ۱۱ دانشکده، یک مرکز آموزش عالی، شش پژوهشکده، یک مرکز مطالعاتی، تحقیقاتی و خدماتی، پردیس دانشگاهی و موسسات وابسته علمی، پژوهشی و فرهنگی می‌باشد که در ادامه، به تفکیک قید شده است:

## دانشکده‌ها و گروه‌های آموزشی

### دانشکدهٔ دامپزشکی
این دانشکده در سال ۱۳۵۴ تأسیس گردید. دانشکدهٔ دامپزشکی دانشگاه سراسری ارومیه، از نظر قدمت، سومین دانشکدهٔ دامپزشکی کشور پس از دانشکده‌های دانشگاه تهران و دانشگاه شیراز می‌باشد. گروه‌های آموزشی این دانشکده عبارتند از:
- علوم پایه
- پاتوبیولوژی
- بهداشت و کنترل کیفی مواد غذایی
- جراحی و تصویربرداری تشخیصی
- بیماری‌های داخلی و کلینیکال پاتولوژی
- مامایی و طیور
- میکروبیولوژی

از فارغ‌التحصیلان سرشناس و برجستهٔ این دانشکده، می‌توان به پروفسور محمد باقر ابراهیمی، اشاره نمود.

### دانشکدهٔ ادبیات و علوم انسانی
این دانشکده، با هدف تأمین نیروی انسانی متخصص، به‌عنوان چهارمین دانشکدهٔ دانشگاه ارومیه، با راه‌اندازی گروه زبان و ادبیات فارسی، در سال ۱۳۶۷ شمسی، تأسیس گردید.
اولین گروه دانشجویان پذیرفته‌شده، شامل دبیری ادبیات فارسی در مقطع کارشناسی در سال ۱۳۶۷ شمسی و دبیری تربیت‌بدنی در سال ۱۳۶۸ شمسی بوده‌اند.
گروه‌های آموزشی دایر در این دانشکده، به شرح ذیل می‌باشد:
- حقوق
- جغرافیا
- تاریخ
- زبان و ادبیات انگلیسی
- روان‌شناسی
- زبان و ادبیات فارسی
- جامعه‌شناسی
- علوم تربیتی[۲]

### دانشکدهٔ علوم
دانشکدهٔ علوم در سال ۱۳۵۸ با پذیرش دانشجو در دو رشتهٔ علوم گیاهی و دبیری فیزیک آغاز به‌کار کرد و بعدها رشته‌های بیشتر علوم، گسترش پیدا کرد. گروه‌های آموزشی دانشکدهٔ علوم، به‌شرح زیر می‌باشند:
- ریاضیات
- فیزیک
- زیست‌شناسی
- زمین‌شناسی
- نانو فناوری

### دانشکدهٔ مهندسی پتروشیمی
با حمایت هیئت‌رئیسه و همچنین تأسیس واحدهای مختلف پتروشیمی در استان آذربایجان غربی و صنایع ذی‌ربط، تأسیس این دانشکده، در هیئت امنا، تصویب گردید. دانشکده، در چشم‌انداز، دارای گروه‌های مهندسی شیمی مهندسی پلیمر مهندسی انرژی و مهندسی نفت خواهد بود و تلاش بر این است با جذب هیئت علمی تبدیل به قطب تحصیلات تکمیلی شود و بتواند به دانشکده‌ای بسیار قوی تبدیل شود.
رشته‌های مزبور، دانشکده و نیز جذب هیئت علمی این گروه‌ها، با تلاش جمشید باقرزاده از اساتید وقت گروه کامپیوتر، تأسیس شد.

### دانشکدهٔ فنی و مهندسی
دانشکدهٔ مهندسی دانشگاه ارومیه، در سال ۱۳۶۹ شمسی، با کوشش اساتید فنی ارومیه من‌جمله مهدی ثابت تأسیس گردید. محل اولیه این دانشکده، در کیلومتر ۱٫۵ جادهٔ سرو بود که در دههٔ ۱۳۸۰ شمسی، به مکان کنونی این دانشکده، در پردیس نازلو منتقل گردید. دانشکدهٔ فنی دانشگاه ارومیه، هم‌اکنون دارای زیرگروه‌های زیر می‌باشد:
- مهندسی عمران
- مهندسی مکانیک
- مهندسی معدن
- مهندسی صنایع
- مهندسی مواد
- مهندسی شیمی
- مهندسی پلیمر

### دانشکدهٔ برق و کامپیوتر
دانشکدهٔ مهندسی برق و کامپیوتر که در حال‌حاضر در مقطع کارشناسی در رشته‌های مهندسی برق با گرایش‌های الکترونیک، قدرت، مخابرات و مهندسی کامپیوتر گرایش نرم‌افزار فعالیت می‌کند.
فارغ التحصیلان رشته مهندسی کامپیوتر با توجه به اندوخته علمی خود در این دانشگاه، در زمینه برنامه‌نویسی و طراحی سایت و ایجاد استارت آپ‌ها می‌توانند مشغول به کار شوند. با توجه به رشد روزافزون تکنولوژی و علوم کامپیوتری، بازار کار این رشته بسیار گسترده است.
در مقاطع کارشناسی‌ارشد و دکتری رشتهٔ مهندسی برق، در گرایش‌های مدارهای مجتمع، میکروماشین، مخابرات میدان و سیستم، سیستم‌های قدرت و الکترونیک قدرت و رشتهٔ مهندسی کامپیوتردر گرایش شبکه‌های کامپیوتری نیز، به پرورش افراد متخصص و پژوهشگر ممتاز و متعهد در حوزه‌های مزبور می‌پردازد.
در سال ۱۳۶۲ شمسی، گروه الکترونیک، به‌همراه گروه عمران، در مقطع کاردانی، در آموزشکدهٔ فنی دانشگاه ارومیه، فعالیت خود را آغاز کرد که با همّت اساتید دانشگاه و اخذ مجوز مقطع کارشناسی الکترونیک و تأسیس برخی رشته‌های دیگر، آموزشکده فنی تبدیل به دانشکده فنی گردید.
به‌همراه توسعهٔ گروه الکترونیک، گروه‌های قدرت و مخابرات نیز شکل گرفتند و رشتهٔ مهندسی کامپیوتر نیز، در سال ۱۳۸۱ شمسی، فعالیت خود را آغاز نمود. در سال ۹۶، این دو رشته، به‌دلیل توسعه و در جهت بهروری بیشتر در امر آموزش و پژوهش، تبدیل به یک دانشکدهٔ مجزّا با نام دانشکده مهندسی برق و کامپیوتر گردید.
این دانشکده، در حال حاضر، دارای رشته‌های مهندسی برق در گرایش‌های الکترونیک، مخابرات، قدرت و مهندسی کامپیوتر است و در برنامه توسعهٔ آن گروه‌های دیگری نیز پیش‌بینی شده است. این دانشکده، دارای مراکز تحقیقاتی آپا، مرکز تحقیقات آنتن، پژوهشکده میکروماشین و پژوهشکده میکروالکترونیک است. این دانشکده، با اهتمام جمشید باقرزاده از اساتید وقت گروه کامپیوتر دانشگاه، تأسیس گردید.
- مهندسی برق الکترونیک (در سه مقطع کارشناسی، ارشد و دکتری)
- مهندسی سیستم‌های میکرو و نانو الکترومکانیک (در مقطع کارشناسی ارشد و دکتری)
- مهندسی برق قدرت (در سه مقطع کارشناسی، ارشد و دکتری)
- مهندسی برق مخابرات (در سه مقطع کارشناسی، ارشد و دکتری)
- مهندسی کامپیوتر-گرایش نرم‌افزار در مقطع کارشناسی و ارشد
- مهندسی کامپیوتر-گرایش شبکه‌های کامپیوتری در مقطع کارشناسی ارشد و دکتری

### دانشکدهٔ کشاورزی
این دانشکده جزو قدیمیترین دانشکده‌های این دانشگاه می‌باشد. گروه‌های آموزشی مستقر در این دانشکده:
- مهندسی آب
- زراعت و اصلاح نباتات
- علوم دامی
- مکانیک بیو سیستم
- گیاه پزشکی
- علوم و صنایع غذایی
- علوم خاک
- باغبانی
- اقتصاد کشاورزی
- اصلاح و بیوتکنولوژی

این دانشکده با نام دانشکده دامپروری رضائیه نیز معروف است زیرا نخستین نام این دانشکده در سال ۱۳۴۴ که تاسیس آن میباشد با همین نام صورت گرفت، کتابی نیز تحت عنوان تاریخ دامپروری در رضائیه با کوشش دکتر دانیال نیکزاد در حال نگارش است.

### دانشکدهٔ علوم ورزشی
دانشکدهٔ علوم ورزشی دانشگاه ارومیه، در سال ۱۳۸۹ شمسی تأسیس گردید. یکی از مهم‌ترین گروه‌های آموزشی این دانشکده، گروه فیزیولوژی ورزشی و حرکات اصلاحی است. رئیس این دانشکده، اکنون اصغر توفیقی می‌باشد.
رشته‌های دایر در این دانشکده، به‌شرح ذیل است:
- آسیب‌شناسی و حرکات اصلاحی: کارشناسی‌ارشد
- رفتار حرکتی: کارشناسی‌ارشد و دکتری
- فیزیولوژی ورزشی: کارشناسی، کارشناسی‌ارشد با گرایش بالینی و دکتری با گرایش قلب و عروق و تنفس
- مدیریت ورزشی: کارشناسی‌ارشد و دکتری

### دانشکدهٔ معماری، شهرسازی وهنر
این دانشکده از سال ۱۳۸۳ شروع به فعالیت کرده ودر حال حاضر یکی ازمهمترین مراکز آموزش رشته‌های هنری در شمال غرب کشور محسوب می‌شود. در حال حاضر دارای چهار گروه آموزشی زیر است:
- گروه معماری
- گروه شهرسازی
- گروه نقاشی
- گروه مرمت بناهای تاریخی

رئیس فعلی این دانشکده مظفرعباس زاده می‌باشد.

### دانشکدهٔ منابع طبیعی
- مراتع و آبخیزداری
- جنگل‌داری
- شیلات

### دانشکدهٔ اقتصاد و مدیریت
تأسیس دانشکدهٔ اقتصاد و مدیریت دانشگاه ارومیه در سال ۱۳۸۵ در راستای کمک به توسعهٔ اقتصادی – اجتماعی استان آذربایجان غربی توسط هیئت امنای این دانشگاه تصویب شد. لازم است ذکر شود که گروه اقتصاد به‌عنوان هستهٔ اصلی و مادر این دانشکده در سال ۱۳۷۰، به‌همّت دکتر مسعود منصوری با پذیرش ۴۰ نفر در دوره کارشناسی علوم اقتصادی گرایش اقتصاد بازرگانی شروع به فعالیت نموده است. در حال‌حاضر، این دانشکده، در رشته‌های زیر اقدام به پذیرش دانشجو می‌نماید:
- علوم اقتصادی (در مقاطع کارشناسی، کارشناسی‌ارشد و دکتری)
- حسابداری (در مقاطع کارشناسی و کارشناسی‌ارشد)
- مدیریت (در مقاطع کارشناسی و کارشناسی‌ارشد)[۴]

بر اساس رتبه‌بندی سایت IDEAS دانشکده اقتصاد دانشگاه ارومیه رتبه پنجم را در بین موسسات آموزشی، پژوهشی و اجرایی اقتصاد در ایران کسب کرده است.

### دانشکدهٔ شیمی
ابتدا با عنوان گروه شیمی در سال ۱۳۵۵ با دو نفر هیئت علمی موجودیت یافت و کار خود را با تدریس دروس شیمی سایر رشته‌ها آغاز نمود. در مهر ۱۳۶۲ با پذیرش ۵۶ نفر در گرایش دبیری شیمی مقطع کارشناسی عملاً مسئولیت پرورش بخشی از نیاز آموزش و پرورش منطقه را به عهده گرفت. با موافقت وزارت علوم از مهر ۱۳۷۴ در مقطع کارشناسی گرایش شیمی محض نیز دانشجو پذیرفته شد و از سال ۱۳۷۶ پذیرش دانشجو در رشته دبیری شیمی متوقف شد و از مهر ۱۳۷۷ در گرایش شیمی کاربردی مقطع کارشناسی نیز دانشجو پذیرفته شد. از مهر ۱۳۷۶ پذیرش دانشجو در مقطع کارشناسی‌ارشد شیمی آلی شروع و به‌دنبال آن، گرایش‌های شیمی تجزیه، شیمی فیزیک، شیمی معدنی و شیمی کاربردی موفق به اخذ موافقت‌نامه وزراتخانه گردید و درحال حاضر در پنج رشته کارشناسی‌ارشد دانشجوی فارغ‌التحصیل دارد. در سال ۱۳۹۶ گروه شیمی به دانشکده شیمی تبدیل شد.
در مقطع دکتری دانشکده شیمی، اقدام به پذیرش دانشجو نموده و از بهمن ۱۳۸۲ اولین دوره از دانشجویان دکتری شیمی آلی کار خود را رسماً آغاز کردند و به‌دنبال آن پذیرش دانشجوی دکتری شیمی تجزیه صورت پذیرفت. پذیرش دانشجو در مقطع دکتری در سایر گرایش‌های شیمی از اهداف آتی دانشکده شیمی می‌باشد. گروه شیمی از نظر امکانات و دستگاه‌های فیزیکی، شیمیایی در حال حاضر دارای دستگاه‌های FT-NMR , FT-IR , CHN، جذب اتمی است. کادر فعلی دانشکده شیمی از نه نفر استاد، سه نفر دانشیار، ده نفر استادیار، یک نفر طرح سربازی و ده نفر کارشناس، یک نفر مسئول دفتر و یک نفر متصدی خدمات تشکیل شده است.
- شیمی تجزیه
- شیمی آلی
- شیمی معدنی
- شیمی فیزیک

### مرکز آموزش عالی شهید باکری میاندوآب
مرکز آموزش عالی شهید باکری میاندوآب وابسته به دانشگاه ارومیه، به‌عنوان تنها مرکز آموزش عالی کاملاً دولتی وابسته به وزارت علوم، تحقیقات و فناوری، در جنوب استان آذربایجان غربی است. این مرکز، یکی از مراکز آموزش عالی کم‌نظیر کشور به لحاظ موقعیت جغرافیایی و فضای فیزیکی مناسب بوده و در مساحتی حدود ۸۰ هکتار، بیش از ۱۸٫۰۰۰ مترمربع فضای آموزشی، پژوهشی، فرهنگی و دانشجویی با ظرفیت بیش از ۲٫۵۰۰ نفر دانشجو دارد.
ایدهٔ تأسیس و راه‌اندازی مرکز آموزش عالی در شهرستان میاندوآب به سال ۱۳۵۶ شمسی با واگذاری اراضی ایستگاه تحقیقات کشاورزی به وزارت فرهنگ وقت شکل می‌گیرد. نهایتاً در سال ۱۳۶۴ فعالیت‌های عمرانی تأسیس و راه‌اندازی مرکز آموزش عالی شهرستان میاندوآب با عنوان دانشکده کشاورزی میاندوآب شروع می‌شود. فعالیت‌های آموزشی این مرکز از سال ۱۳۸۲ با عنوان مرکز آموزش‌های نیمه حضوری میاندوآب با جمعیت دانشجویی بیشتر از ۸۵۰ نفر در ۶ رشته با عناوین مدیریت بازرگانی، آموزش زبان انگلیسی، حسابداری، علوم تربیتی، مهندسی کامپیوتر و علوم اقتصادی – اقتصاد بازرگانی شروع شده و سرانجام از سال ۱۳۸۶ با تصویب شورای آموزش عالی و پذیرش دانشجو در سه رشته مهندسی کشاورزی-ترویج و آموزش کشاورزی در گرایش گیاه‌پزشکی، کاردانی تولید و بهره‌برداری گیاهان دارویی و معطر و مهندسی معدن با گرایش استخراج فعالیت خود را با عنوان مرکز آموزش عالی شهید باکری میاندوآب آغاز می‌کند. در سال ۱۳۹۱ رشته تولیدات گیاهی-گیاهان دارویی و معطر در مقطع کارشناسی پیوسته و از سال ۱۳۹۶ رشته مهندسی فضای سبز نیز در مقطع کارشناسی به رشته‌های این مرکز اضافه می‌شوند. از سال ۱۳۹۵ با راه‌اندازی مقطع کارشناسی ارشد در رشته علوم و مهندسی باغبانی-گرایش گیاهان دارویی و معطر فصل جدیدی از فعالیت‌های آموزشی و پژوهشی در گروه گیاهان دارویی و معطر و باغبانی مرکز آموزش عالی شهید باکری میاندوآب شکل می‌گیرد.
این مرکز هم‌اکنون در رشته‌های کاردانی معماری، کاردانی تولید و بهره‌برداری گیاهان دارویی و معطر، کارشناسی علوم و مهندسی باغبانی، کارشناسی مهندسی فضای سبز و کارشناسی مهندسی ترویج و آموزش کشاورزی پایدار (به صورت بدون آزمون و بر اساس سوابق تحصیلی) و در رشته‌های علوم و مهندسی باغبانی-گرایش گیاهان دارویی و معطر و فیتوشیمی در مقطع کارشناسی ارشد (با آزمون کارشناسی‌ارشد) توسط سازمان سنجش کشور دانشجو می‌پذیرد.

## پژوهشکده‌ها و مراکز تحقیقاتی

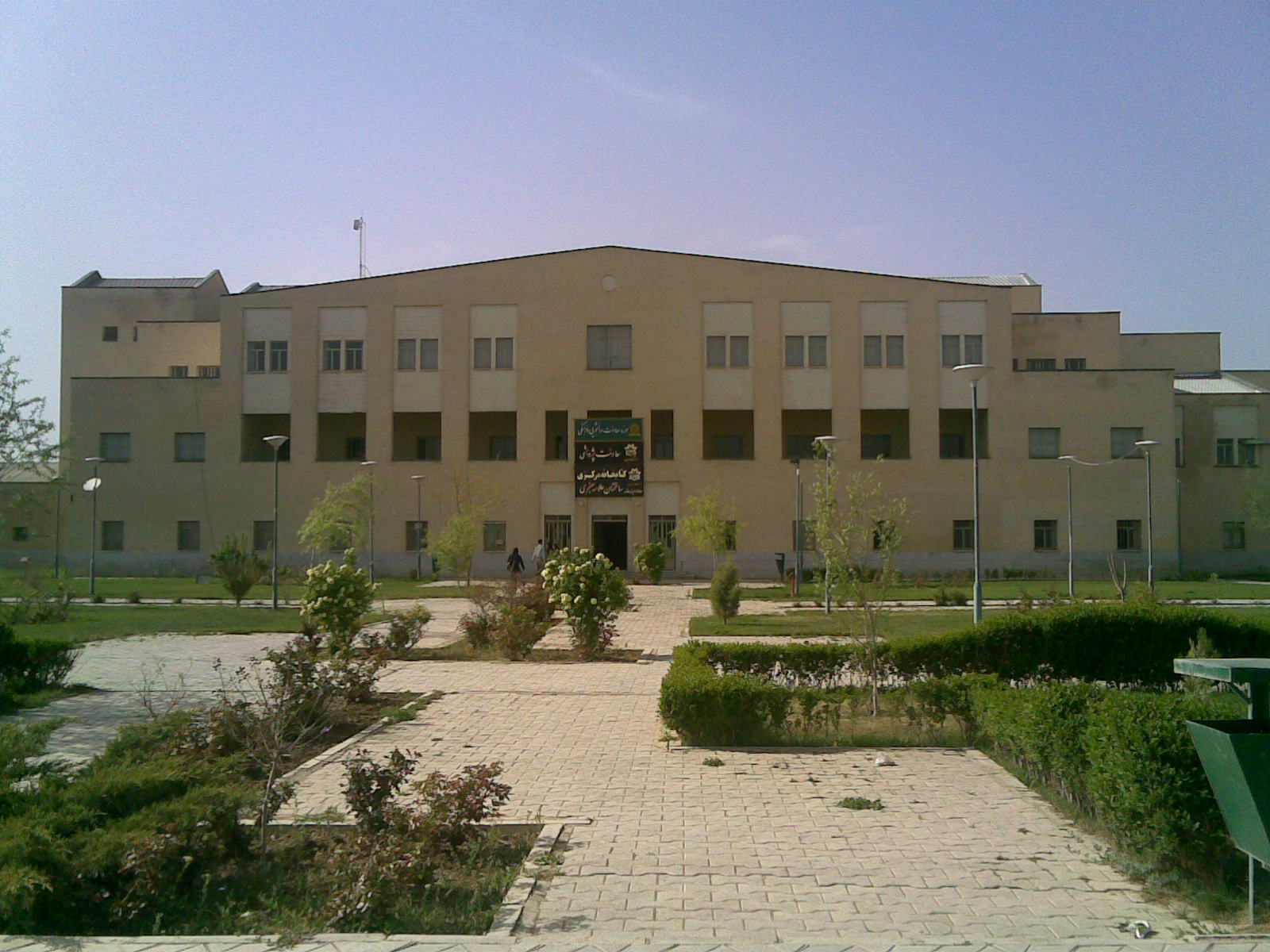
کتابخانه مرکزی دانشگاه ارومیه

### پژوهشکدهٔ میکرو الکترونیک
در سال ۱۳۷۵ شمسی، گروه تحقیقی در زمینه میکروالکترونیک، به سرپرستی خیرالله حدیدی، در دانشگاه ارومیه، شکل گرفت. سال ۱۳۷۹، تحت‌عنوان (مرکز تحقیقات میکروالکترونیک) از وزارت علوم، تحقیقات و فناوری مجوز اصولی دریافت نمود.
در سال ۱۳۸۳، این مرکز، به پژوهشکدهٔ میکروالکترونیک ارتقا یافت. همچنین این پژوهشکده برای هفت سال پیاپی، عنوان بهترین و تنها پژوهشکدهٔ میکروالکترونیک کشور ایران را کسب کرده است. گروه‌های پژوهشی موجود:
1. گروه پژوهشی مدارهای مجتمع آنالوگ
2. گروه پژوهشی مدارهای مجتمع دیجیتال
3. گروه پژوهشی مدارهای مجتمع فازی
4. گروه پژوهشی سیستم‌های میکرو و نانو الکترومکانیک (آزمایشگاه مرکزی MEMS/NEMS)

این پژوهشگاه در پردیس شهر دانشگاه ارومیه، واقع در خیابان دانشکده، قرار دارد.

### پژوهشکدهٔ زیست فناوری
تأسیس پژوهشکدهٔ زیست‌فناوری دانشگاه ارومیه در سال ۱۳۷۹ هـ. ش، با اخذ مجوز از وزارت علوم، تحقیقات و فناوری، با هدف انجام تحقیقات پیشرفته، بومی‌سازی و گسترش فناوری، تولید مواد بیولوژیک و آموزش محقّقین و پژوهشگران ارشد در سطح منطقه‌ای و ملّی در حوزهٔ زیست‌فناوری می‌باشد. هم‌اکنون، این مجموعه، در قالب سه گروه تخصصی بیوتکنولوژی کشاورزی، بیوتکنولوژی سلولی و مولکولی، بیوالکتروشیمی و بیوتکنولوژی گیاهان دارویی و صنعتی به کار خود ادامه می‌دهد.

### پژوهشکدهٔ مطالعات دریاچه ارومیه
فعالیت‌های تحقیقاتی مرتبط با آرتمیا و اکوسیستم دریاچه ارومیه، در دانشگاه ارومیه، از سال ۱۳۷۳ با تأسیس آزمایشگاه تحقیقاتی آرتمیا در سال ۱۳۷۵ آغاز گردید. طی مدّت کوتاهی، مرکز تحقیقات آرتمیا با سرعتی باورنکردنی توسعه‌یافته و عملاً به مرکز رفرانس آرتمیا در ایران و کلّ منطقهٔ خاورمیانه و آسیای میانه تبدیل شود.
بخش تحقیقات کمسیون اروپا، در سال ۱۳۸۰ شمسی، مرکز تحقیقات آرتمیا و جانوران آبزی دانشگاه ارومیه را به‌عنوان نماینده خاورمیانه و آسیای مرکزی جهت مشارکت در یک پروژهٔ مطالعاتی بین‌المللی، با همکاری ۱۴ دانشگاه و مراکز تحقیقاتی برجسته از پنج قارهٔ دنیا، برگزید.
بحرانی‌شدن وضعیت دریاچهٔ ارومیه در سال‌های اخیر و تشکیل ستاد ملّی احیای دریاچهٔ ارومیه در سال ۱۳۹۲ شمسی، لزوم شکل‌گیری یک مرکز تخصصی را در دانشگاه ارومیه را می‌طلبید که در همین راستا، پژوهشکدهٔ آرتیمیا به پژوهشکدهٔ مطالعات دریاچهٔ ارومیه تغییر نام یافت؛ تا شرایط لازم برای برنامه‌ریزی در زمینهٔ احیای این دریاچه، فراهم گردد.

### پژوهشکدهٔ میکرو ماشین
این مرکز در سال ۱۳۸۳ با سرمایه‌گذاری سازمان گسترش و نوسازی صنایع ایران از طریق شرکت نیمه هادی عماد ایجاد شده است. این کارخانه از جمله طرح‌های با فناوری پیشرفته کشور می‌باشد که در فضایی به وسعت ۱۰۰۰۰ مترمربع و با زیر بنای ۲۲۰۰ متر مربع در جوار دانشگاه ارومیه ساخته شده است و در آن تأسیسات و تجهیزات کامل یک اتاق تمیز نیمه صنعتی جهت بهره‌برداری در سیستم‌های میکروالکترومکانیکی (MEMS) قرار گرفته است. خدمات قابل ارائه به مراکز تولیدی و تحقیقاتی داخل کشور: طراحی و مدل‌سازی ادوات MEMS، طراحی ماسک، طراحی مدارات Signal conditioning، ساخت ماسک‌های نوری با دقّت یک میکرومتر، انجام کلیهٔ فرایندهای ساخت شامل: اکسیداسیون، لایه نشانی، لیتوگرافی، نفوذ، برش، اتصال سیم به تراشه و زدایش تر و خشک می‌باشد. این مرکز دارای امکانات و تجهیزات کم‌نظیر شامل: انواع دستگاه‌های لایه نشانی، دستگاه mask maker و دستگاه Mask aligner، کوره‌های اکسیداسیون، نفوذ و… می‌باشد.
اهدافی که این مرکز دنبال می‌کند، عبارتند از: آموزش دانشجویان در رشتهٔ میکروماشین در سطح تحصیلات تکمیلی، فعالیت‌های پژوهشی، طراحی و نمونه‌سازی ساختارهای میکروماشینی. ادوات ساخته‌شده در مرکز میکروماشین ارومیه، می‌توانند کاربردهای گوناگونی داشته باشند، من‌جمله:
- حوزهٔ صنعت خودروسازی (سنسور فشار روغن، سنسور فشار لاستیک، سنسور دمای روغن و…).
- حوزهٔ مهندسی پزشکی (سنسور اندازه‌گیری قند خون، میکروپمپ و…).
- حوزهٔ مصارف صنعتی (سنسور تشخیص‌دهندهٔ نوع گاز، سنسور اندازه‌گیری میزان فشار گاز و…).
- حوزهٔ مخابرات (میکروسوییچ‌ها، آنتن‌های میکروماشینی و…).

## رتبه‌بندی
به گزارش معاونت پژوهش دانشگاه ارومیه، در ویرایش 2023 Asia University Rankings از میان ۶۶۹ دانشگاه حاضر، دانشگاه ارومیه حائز رتبه ۴۰۰–۳۵۱ شده است.
لازم است ذکر شود که دانشگاه ارومیه، از سال ۲۰۱۹ میلادی، در بین دانشگاه‌ها و مؤسسات برتر جهان در نظام رتبه‌بندی بین‌المللی دانشگاهی تایمز، حائز رتبه و جایگاه بین‌المللی گردیده است.
دانشگاه ارومیه که دانشگاه مادر استان آذربایجان غربی می‌باشد؛ به‌لحاظ معیارهای: «۱- آموزش (محیط یادگیری) ۲- محیط پژوهش ۳- کیفیت پژوهش ۴- چشم‌انداز بین‌المللی ۵- درآمد صنعتی ۶- استنادات ۷- وجههٔ بین‌المللی» بعد از دانشگاه تبریز، بزرگ‌ترین و جامع‌ترین دانشگاه غرب و شمال‌غرب ایران است که رتبهٔ ۶۰۱–۸۰۰ جهانی را براساس رتبه‌بندی تایمز در سال ۲۰۲۳ و رتبهٔ ۵۰۱–۶۰۰ جهانی را در سال ۲۰۲۴، از آن خود کرد.
در رتبه‌بندی تایمز (THE) دانشگاه ارومیه، توانست در رتبه ۷۰۱–۹۰۰ دنیا قرار بگیرد. این دانشگاه، در نظام رتبه‌بندی دانشگاه لیدن (CWTS) نیز توانست رتبهٔ ۸۰۰ جهان را در معیار مرجعیت علمی، از آن خود کرده و مقام علمی دانشگاه‌های طراز اوّل ایران را به‌دست‌آورد.
همچنین بر اساس رتبه‌بندی جهانی ISC، دانشگاه ارومیه در رتبهٔ ۵۱–۷۵ دانشگاه‌های جهان اسلام قرار گرفت. در رتبه‌بندی شانگهای (ARWU)، رتبهٔ ۱۱–۱۵ میان کلّ دانشگاه‌های ایران، به دانشگاه ارومیه اختصاص یافت و ردهٔ ۸۰۱–۹۰۰ جهان نیز به دانشگاه ارومیه داده شد.
طبق رتبه‌بندی شانگهای، دانشگاه ارومیه، رتبهٔ جهانی ۳۰۱–۴۰۰ را در حوزهٔ ”مهندسی مکانیک“، از آن خود کرد و در حوزهٔ ”علوم و صنایع غذایی“ نیز، در جایگاه ۲۰۱–۳۰۰ جهان قرار گرفت.
در نظام رتبه‌بندی دانشگاه‌های قارهٔ آسیا توسّط تایمز در سال ۲۰۱۹ میلادی، ۲۹ دانشگاه برتر ایران شرکت داشتند که دانشگاه ارومیه در جمع آن ۲۹ دانشگاه برتر قرار گرفت و در این رتبه‌بندی، رتبهٔ ۲۵۰–۳۰۰ قارهٔ آسیا به دانشگاه ارومیه داده شد. در این رتبه‌بندی، دانشگاه ارومیه، هم‌سطح دانشگاه خوارزمی تهران (رتبهٔ ۲۵۰–۳۰۰) قرار گرفت.
در رتبه‌بندی دانشگاه‌های ایران توسط وزارت علوم، تحقیقات و فناوری، دانشگاه ارومیه جزو دانشگاه‌های تراز یک ایران (در رتبه ۱–۱۵) قرار گرفت و در بین دانشگاه‌های جامع کشور، توانست در ردهٔ نهم قرار بگیرد.
براساس نظام رتبه‌بندی سایمگو (Scimago Institutions Rankings) در سال ۲۰۲۲ میلادی، دانشگاه ارومیه توانست با ارتقای ۷۷ پله‌ای در بین دانشگاه‌های برتر جهان، از رتبهٔ ۷۵۵ به رتبهٔ ۶۷۸ دنیا برسد و در جایگاه نهم دانشگاه‌های جامع ایران قرار گیرد.
این دانشگاه، پس از دانشگاه تبریز، بزرگ‌ترین، قدیمی‌ترین و در عین‌حال، معتبرترین قطب علمی کشور، در غرب ایران به‌شمار می‌رود که شماری از دانشجویان کشورهای خارجی، در مقاطع تحصیلی کارشناسی، کارشناسی‌ارشد، دکترای حرفه‌ای و دکترای تخصصی، در آن، در حال تحصیل‌اند.
به گزارش روابط عمومی مؤسسهٔ استنادی و پایش علم و فناوری جهان اسلام (ISC)، سید احمد فاضل‌زاده، رئیس وقت مؤسسهٔ ISC گفت:
«از میان ۱۱ حوزهٔ موضوعی که رتبه‌بندی تایمز اعلام کرده است؛ دانشگاه‌های ایران توانسته‌اند در ۱۰ حوزهٔ موضوعی، در بین دانشگاه‌های برتر جهان قرار گیرند. تعداد ۷۳ دانشگاه جمهوری اسلامی ایران در این رتبه‌بندی حضور دارند».
فاضل‌زاده، اظهار داشت: «تا پایان برنامه هفتم توسعه، تعداد دانشگاه‌های با رتبه زیر ۵۰۰ در نظام‌های معتبر رتبه‌بندی بین‌المللی باید به ۲۰ برسد، در این رتبه‌بندی موضوعی، تعداد ۷۳ دانشگاه جمهوری اسلامی ایران از ۱۸۵ رشته‌محل حضور دارند که در ۴۴ رشته محل دانشگاه‌ها حائز رتبه زیر ۵۰۰ بوده‌اند».
دانشگاه ارومیه، با ترقّی نسبت به سال‌های ماقبل از آن، در رتبه‌بندی تایمز ۲۰۲۴ میلادی، توانست در زمینهٔ مهندسی و علوم زیستی، در ردهٔ ۵۰۱–۶۰۰ جهان قرار بگیرد.
دانشگاه علوم پزشکی ارومیه نیز توانست با پیشرفت چشمگیری که در سال‌های اخیر شاهد بوده است؛ رتبهٔ ۵۰۱–۶۰۰ را کسب نماید.
دانشگاه ارومیه، پیش از این، در سال ۹۳–۹۲ توانست رتبهٔ ۱۳ دانشگاه‌های جامع ایران را به خود اختصاص دهد.
دانشگاه ارومیه، در ردهٔ دانشگاه‌های جامع ایران، با توجه به معیارهای رتبه‌بندی تایمز، در سال ۹۸–۹۷، توانست در ردهٔ ۱۱–۱۵ کشوری قرار بگیرد.
از سال ۲۰۱۰، سالانه، سایت گرین متریک، دانشگاه‌ها را در حوزهٔ مدیریت سبز ارزیابی می‌نماید که دانشگاه ارومیه نیز برای اولین با کسب ۵٬۲۱۵ امتیاز در رتبهٔ ۶۴۰ جهانی از مجموعه ۱٬۰۵۰ دانشگاه حاضر قرار گرفت.

## برخی از رؤسای دانشگاه
| نام رئیس             | دروهٔ ریاست | دانشگاه محل فارغ‌التحصیلی        | رشتهٔ تحصیلی |
| -------------------- | ---------- | ------------------------------- | ----------- |
| جوزف کاکرن           | ۱۲۷۸–۱۲۵۷  | کالج پزشکی نیویورک              | پزشکی       |
| شبانی                | ۱۳۴۸–۱۳۴۴  |                                 |             |
| جعفر راثی            | ۱۳۵۷–۱۳۵۴  | دانشگاه کرنل                    | آموزش       |
| صادق مبین            | ۱۳۵۹–۱۳۵۷  |                                 |             |
| جواد فرهودی          | ۱۳۶۰–۱۳۵۹  | دانشگاه ساوت همپتون             | مهندسی آب   |
| علی سرافرازیزدی      | ۱۳۶۰–۱۳۶۰  | دانشگاه بیرمنگام                | شیمی        |
| محمد علی اخوی زادگان | ۱۳۶۱–۱۳۶۰  |                                 |             |
| ابوالفضل شمسایی      | ۱۳۶۵–۱۳۶۱  |                                 |             |
| سید مهدی رضوی روحانی | ۱۳۷۰–۱۳۶۵  | دانشگاه تهران                   | دامپزشکی    |
| جواد فرهودی          | ۱۳۷۱–۱۳۷۰  | دانشگاه ساوت همپتون             | مهندسی آب   |
| سید مهدی رضوی روحانی | ۱۳۷۶–۱۳۷۱  | دانشگاه تهران                   | دامپزشکی    |
| رحیم حب نقی          | ۱۳۸۰–۱۳۷۶  | دانشگاه تهران                   | دامپزشکی    |
| گودرز صادقی          | ۱۳۸۴–۱۳۸۰  | دانشگاه اوترخت و دانشگاه ارومیه | دامپزشکی    |
| حسن صدقی             | ۱۳۹۲–۱۳۸۴  | دانشگاه نیو ساوت ولز            | فیزیک       |
| رحیم حب نقی          | ۱۴۰۰–۱۳۹۲  | دانشگاه تهران                   | دامپزشکی    |
| احمد علیجانپور       | ۱۴۰۰_ ۱۴۰۴ | دانشگاه تهران                   | منابع طبیعی |

## فارغ‌التحصیلان سرشناس دانشگاه ارومیه
۱) محمدصادق معتمدیان: سیاستمدار ایرانی است که سمت استاندار آذربایجان غربی در دولت سیزدهم را برعهده داشت؛ وی در دولت دوازدهم، استاندار خراسان جنوبی و خراسان رضوی بود. در دولت سیزدهم، وی، دبیر کارگروه نجات دریاچه ارومیه شد.
در سال ۱۴۰۳، معتمدیان، در دولت وقت پزشکیان، به سمت استانداری تهران گمارده شد.
۲) حسن باقری: بنیان‌گذار اطلاعات و عملیات سپاه، فرماندهٔ ارشد نظامی و روزنامه‌نگار ایرانی بود که در جنگ ایران و عراق، به‌عنوان جانشین فرمانده نیروی زمینی سپاه پاسداران فعالیت می‌کرد. وی از فرماندهان ارشد سپاه در عملیات طریق‌القدس، عملیات فتح‌المبین، عملیات رمضان و عملیات بیت‌المقدس بود و نقشی کلیدی در آزادسازی خرمشهر داشت.
۳) عیسی کلانتری : در دولت دوازدهم، وزیر وقت کشاورزی دولت میرحسین موسوی در سال پایانی کابینه، همچنین در دولت‌های اول و دوم اکبر هاشمی رفسنجانی و در ۳ سال اول دولت نخست سیدمحمد خاتمی، فعالیت می‌کرد.
وی همچنین مشاور معاون اول رئیس‌جمهور در امور آب، کشاورزی و محیط زیست، در دولت‌های یازدهم و دوازدهم بوده است.
۴) محمد اوراز: ورزشکار و کوهنورد ایرانی بود؛ وی پس از هومن پرین و جلال چشمه‌قصابانی، سوّمین کوهنورد ایرانی بود که قلهٔ اورست را فتح نمود و در سال ۱۹۹۸ میلادی، به آن قله رسید.
۵) احمد اصغری مهرآبادی: سیاستمدار و معاون وزیر راه و شهرسازی بود. وی همچنین مدیرعامل سازمان ملّی زمین و مسکن، قائم‌مقام وزیر راه و شهرسازی، فرماندار شهرستان نقده و رئیس بنیاد مسکن بوده است.
۶) نادر قاضی‌پور: سیاستمدار، نمایندهٔ ادوار هشتم، نهم و دهم ارومیه در مجلس شورای اسلامی و عضو کمیسیون صنایع و معادن مجلس شورای اسلامی بود. وی، همچنین پست‌های سیاسی‌ای نظیر بخشدار پیرانشهر و فرمانداری سردشت را نیز در کارنامهٔ خود دارد.
۷) مؤید حسینی صدر: سیاستمدار و نمایندهٔ ادوار هشتم و نهم مجلس شورای اسلامی از حوزهٔ انتخابیهٔ خوی.
۸) هاشم خواستار: مهندس کشاورزی، معلّم بازنشسته، عضو هیئت‌مدیرهٔ کانون صنفی معلّمان مشهد و فعال مدنی.
۹) خسرو عبدالله‌زاده: مدیرکل وقت سازمان تربیت‌بدنی اداره‌کل ورزش و جوانان استان آذربایجان غربی، مدیرعامل وقت باشگاه تراکتورسازی تبریز و معاون وقت بازرگانی سابق باشگاه تراکتورسازی تبریز

## اساتید سرشناس دانشگاه ارومیه
۱) جواد جهانگیرزاده: سیاستمدار، دیپلمات و سفیر ایران در جمهوری آذربایجان از سال ۹۵ تا ۹۹ در دولت روحانی بود. او همچنین نماینده حوزهٔ انتخابیهٔ ارومیه در ادوار هفتم، هشتم و نهم مجلس شورای اسلامی و عضویت در کمیسیون امنیت ملّی و سیاست خارجی مجلس شورای اسلامی بود. در مجلس نهم، وی سمت قائم‌مقام مرکز پژوهش‌های مجلس را بر عهده داشت.
۲) سید مهدی قریشی: روحانی مسلمان و نمایندهٔ وقت رهبر ایران در استان آذربایجان غربی و امام جمعهٔ وقت ارومیه است.
۳) سید هادی بهادری: سیاستمدار ایرانی، استاد تمام دانشگاه و نمایندهٔ مردم ارومیه در مجلس شورای اسلامی در دورهٔ دهم می‌باشد.

## شماری از اولین دانش‌آموختگان دانشگاه ارومیه
۱) اوشاناخان: (۱۸۵۳–۱۹۱۱) نخستین دانش‌آموختهٔ دانشگاه ارومیه و دستیار جوزف کاکرن (پزشک آمریکایی و بنیان‌گذار دانشگاه ارومیه) بود. وی، بعدها به توصیهٔ دکتر کاکرن، برای تحصیلات تکمیلی به دانشگاه ادینبرا در اسکاتلند رفت.
۲) اسرائیل‌خان سرتیپ: (به انگلیسی: Israel Khan Sartip) (۱۸۵۴–۱۹۱۸) که توسط قشون عثمانی به دار آویخته شد.
۳) حکیم شموئیل ایشو: او برای تحصیلات تکمیلی خود به کانادا رفت.
۴) یوخنان صیاد آباجلو: او که در سال ۱۸۸۷ برای تحصیلات تکمیلی به نیویورک رفت، نخستین دانشجوی ایرانی است که برای تحصیلات عالیه علوم پزشکی به آمریکا رفت.
۵) الیشا صیاد آباجلو: وی نیز از اعضای اولین گروه دانش‌آموختگان دانشگاه ارومیه بود. بعدها او نیز برای تحصیلات تکمیلی، به کالج پزشکی راش (Rush Medical College) در شیکاگو، به آن کشور سفر نمود.

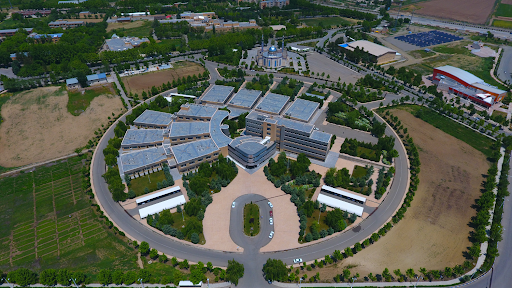
تصویر هوایی از دانشکده فنی دانشگاه ارومیه.

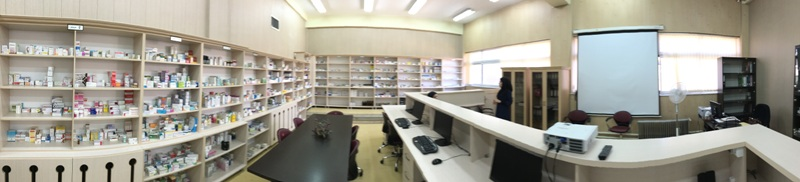
داروخانهٔ مدل دانشکده داروسازی دانشگاه ارومیه

## انجمن اسلامی دانشجویان دانشگاه ارومیه
انجمن اسلامی دانشجویان دانشگاه ارومیه، قدیمی‌ترین تشکّل دانشجویی این دانشگاه بود. ابتدا تعلیق و سپس در نامهٔ ارسالی از طرف هیئت نظارت دانشگاه در سال ۱۳۸۵ ش، منحل گردید. دکتر رحیم حب‌نقی، رئیس وقت دانشگاه ارومیه، در گفت‌وگو با خبرنگار ایرنا بیان کرد:
«پروندهٔ این تشکّل با شکایت سازمان بسیج دانشجویی، انجمن اسلامی دانشجویان مستقل و جامعهٔ اسلامی دانشجویان دانشگاه ارومیه، به هیئت منصفه ارجاع شده بود».
به گزارش خبرگزاری ایرنا، نصب تصاویری از میرحسین موسوی، انتقاد از فعالیت‌های بسیج، تجمّع مقابل سلف دانشجویی، دیدار با بازداشت‌شدگان روز کارگر و دیدار با مصطفی تاج‌زاده از جمله مواردی است که از آن به‌عنوان فعالیت‌های مورددار انجمن اسلامی دانشجویان ایران اسلامی یاد شده بود.
بعدها، در راستای اقدام سراسری وزارت علوم دولت احمدی‌نژاد، انجمن اسلامی دانشجویان این دانشگاه، با گرایش حاکمیتی جایگزین شد.